# Res publica
Res publica је латински израз, чије је слободно значење ’општа ствар’ или ’опште добро’. Из њега је проистекла ријеч ’република’. Res је латинска именица номинатива једнине за материјалне или конкретне ствари – као супротност ријечи spes, што представља нешто нестварно или етерично – а publica је атрибутни придјев ’који се односи на државу или јавност’. Отуда настаје буквални превод „општа ствар”.